# Edival Pontes
Pour les articles homonymes, voir Pontes.
Edival Pontes, aussi connu par son surnom Netinho, est un taekwondoïste brésilien né le 11 octobre 1997 à João Pessoa. Il est médaillé d'argent aux Championnats du monde en 2022, et médaillé de bronze aux Jeux olympiques d'été de 2024.

## Carrière
Edival Pontes naît à João Pessoa, la capitale de l'État de Paraíba. Son père était défenseur au football, et commence par jouer à ce sport mais découvre le taekwondo grâce au père d'un ami. Il intègre l'équipe nationale brésilienne à l'âge de quinze ans, après avoir déménagé à Brasilia pour s'entraîner sous les ordres de Guilherme Dias.
En 2014, il remporte les Jeux olympiques de la jeunesse dans la catégorie des moins de 63 kg. Il ne parvient cependant pas à obtenir une place pour les Jeux olympiques de 2016, et passe alors dans la catégorie des poids plume (moins de 68 kg). Il participe ensuite aux Championnats du monde en 2017 et 2019, où il est éliminé en huitièmes de finale.
Aux Jeux panaméricains de 2019, Edival Pontes remporte la médaille d'or en battant Bernardo Pié en finale,.
En mars 2020, il se qualifie pour les Jeux olympiques de Tokyo après les Jeux préolympiques des Amériques. Pour ses Jeux olympiques, il est battu par Hakan Reçber en huitièmes de finale.
Aux Jeux olympiques de 2024, il est battu d'entrée en huitièmes de finale par le futur médaillé d'argent Zaid Kareem. Grâce à la qualification de ce dernier en finale, il accède aux repêchages où il bat Hakan Reçber qui l'avait éliminé aux Jeux de Tokyo, puis remporte son combat face à Javier Pérez pour décrocher la médaille de bronze.
Edival Pontes est sergent de la Marine brésilienne.